# Lijst van Europarlementariërs voor de PvdA
Een overzicht van alle Europees Parlementsleden voor de Partij van de Arbeid (PvdA).
| Europees Parlementslid          | Begindatum        | Einddatum         |
| ------------------------------- | ----------------- | ----------------- |
| Wim Albers                      | 3 oktober 1974    | 23 juli 1984      |
| Hedy d'Ancona                   | 24 juli 1984      | 7 november 1989   |
| Hedy d'Ancona                   | 19 juli 1994      | 19 juli 1999      |
| Nel Barendregt                  | 13 maart 1973     | 4 juni 1973       |
| Max van den Berg                | 19 juli 1999      | 1 september 2007  |
| Thijs Berman                    | 20 juli 2004      | 30 juni 2014      |
| Leonie van Bladel               | 19 juli 1994      | 18 september 1996 |
| Emine Bozkurt                   | 20 juli 2004      | 30 juni 2014      |
| Mathilde van den Brink          | 20 november 1989  | 18 juli 1994      |
| Jan Broeksz                     | 16 november 1970  | 15 juli 1979      |
| Ieke van den Burg               | 19 juli 1999      | 13 juli 2009      |
| Jaap Burger                     | 20 oktober 1966   | 29 september 1970 |
| Frits Castricum                 | 19 juli 1994      | 19 juli 1999      |
| Mohammed Chahim                 | 2 juli 2019       | 12 februari 2025  |
| Jan Cremers                     | 8 mei 2008        | 13 juli 2009      |
| Bob Cohen                       | 17 juli 1979      | 23 juli 1989      |
| Dorette Corbey                  | 19 juli 1999      | 13 juli 2009      |
| Piet Dankert                    | 17 juli 1979      | 7 november 1989   |
| Piet Dankert                    | 19 juli 1994      | 19 juli 1999      |
| Annemarie Goedmakers            | 20 november 1989  | 18 juli 1994      |
| Marinus van der Goes van Naters | 10 september 1952 | 7 mei 1967        |
| Arie van der Hek                | 3 juli 1973       | 17 oktober 1977   |
| Ien van den Heuvel              | 17 juli 1979      | 23 juli 1989      |
| Michiel van Hulten              | 19 juli 1999      | 19 juli 2004      |
| Lily Jacobs                     | 4 september 2007  | 13 juli 2009      |
| Agnes Jongerius                 | 1 juli 2014       | 15 juli 2024      |
| Paul Kapteyn                    | 10 september 1952 | 10 oktober 1956   |
| Paul Kapteyn                    | 1 januari 1958    | 20 oktober 1966   |
| Annie Krouwel-Vlam              | 18 oktober 1977   | 23 juli 1984      |
| Reint Laan                      | 16 juni 1965      | 1 maart 1968      |
| Cees Laban                      | 3 juli 1973       | 5 september 1977  |
| Jan Lamberts                    | 24 oktober 1977   | 17 juli 1979      |
| Marit Maij                      | 16 juli 2024      | 12 februari 2025  |
| Edith Mastenbroek               | 20 juli 2004      | 20 april 2008     |
| Judith Merkies                  | 14 juli 2009      | 30 juni 2014      |
| Alman Metten                    | 24 juli 1984      | 19 juli 1999      |
| Johan van Minnen                | 17 juli 1979      | 23 juli 1984      |
| Hemmo Muntingh                  | 17 juli 1979      | 18 juli 1994      |
| Gerard Nederhorst               | 10 september 1952 | 29 september 1965 |
| Ad Oele                         | 21 oktober 1965   | 16 januari 1973   |
| Schelto Patijn                  | 3 juli 1973       | 16 juli 1979      |
| Kati Piri                       | 1 juli 2014       | 30 maart 2021     |
| Siep Posthumus                  | 19 maart 1958     | 24 mei 1965       |
| Siep Posthumus                  | 11 mei 1968       | 15 september 1971 |
| Jan Pronk                       | 13 maart 1973     | 11 mei 1973       |
| Maartje van Putten              | 24 juli 1989      | 19 juli 1999      |
| Thijs Reuten                    | 15 april 2021     | 12 februari 2025  |
| Max van der Stoel               | 22 september 1971 | 11 mei 1973       |
| Joke Swiebel                    | 19 juli 1999      | 19 juli 2004      |
| Paul Tang                       | 1 juli 2014       | 15 juli 2024      |
| Vera Tax                        | 2 juli 2019       | 15 juli 2024      |
| Wim van Velzen                  | 24 juli 1989      | 19 juli 1999      |
| Phili Viehoff                   | 29 november 1979  | 23 juli 1989      |
| Ben Visser                      | 24 juli 1984      | 18 juli 1994      |
| Anne Vondeling                  | 17 juli 1979      | 22 november 1979  |
| Henk Vredeling                  | 19 maart 1958     | 11 mei 1973       |
| Ep Wieldraaijer                 | 3 juli 1973       | 19 september 1974 |
| Jan Marinus Wiersma             | 19 juli 1994      | 13 juli 2009      |
| Lara Wolters                    | 4 juli 2019       | 12 februari 2025  |
| Eisso Woltjer                   | 17 juli 1979      | 18 juli 1994      |